# Eupithecia cachina
Eupithecia cachina là một loài bướm đêm trong họ Geometridae.